# Бєлішкін Юрій Володимирович
Юрій Бєлішкін — ветеран петербурзької рок-сцени і автор низки гучних у 70-их роках підпільних концертів і рок-фестивалів, професіональний менеджер і концертний директор гурту «Кино» (працював з гуртом з вересня-листопада 1988 року по грудень 1989 року), пізніше працював з «DDT» протягом 10 років. Працював з Аллою Пугачовою, гуртом Аргонавти, Пісняри, був організатором останнього концерту Сергія Курьохіна, і останнього виступу Булата Окуджави в Санкт-Петербурзі.

## Історія запрошення Юрія адмініструвати гурт «Кино»
До 1988 року, за 10-15 років до адміністрування групи «Кино» Юрій продюсував челябінський «Аріель», після чого, з поверненням до Ленінграда, працював з багатьма артистами. Згодом відійшов від концертного світу і продавав театральні квитки в будці біля Балтійського вокзалу. Потім став адміністратором театру-студії «Бенефіс», який організували Михайло Боярський і Олександр Розенбаум. Юрій телефонував Каспаряну, щоб той організував зустріч з Віктором Цоєм стосовно адміністрування Юрієм гурту. Співпраця виявилась дуже успішною. Вкінці 1989 року Бєлішкін і Віктор Цой розійшлись.

Згодом Віктор Цой кликав Бєлішкіна адмініструвати групу в Москві, на пару з Айзеншпісом, але Бєлішкін в січні 1990 року відмовився. Тоді Цой запропонував і надалі займатися справами гурту в Санкт-Петербурзі, але Бєлішкін і від цього відмовився.

## Після 90-того року
Протягом 90-их років проводив різні концертні акції, присвячені пам'яті Віктора Цоя і творчості «Кино», був менеджером гуртів «Камчатка» і «Віктор». Згодом займався проведенням фотовиставок, виступів найкращих команд КВК тощо, опублікував декілька книг.